# Osvaldo Ayala
Osvaldo Ayala De Gracia (Ciudad de Panamá, 21 de septiembre de 1952), apodado  como “El Escorpión de Paritilla”, es un acordeonista y compositor panameño de música típica regional, que aúna cumbia y ritmos interioranos del istmo.

## Biografía

### Primeros años
Ayala nació en la Ciudad de Panamá el 21 de septiembre de 1952, hijo de Francisco Ayala y Lilia De Gracia, nacidos en Paritilla, lugar donde fue criado junto a sus hermanos Francisco y Cristina. Al iniciar su carrera, en 1970, grabó su primer tema ("Pegadita de los Hombres"), junto al conjunto de Dorindo Cárdenas,  Orgullo Santeño. Es uno de los pocos artistas del país que ostenta el cargo de Embajador Cultural de la República de Panamá, cargo que se le fue adjudicado en 1995.
Es licenciado en economía por la Universidad de Panamá. Fue ganador del concurso de acordeón Rogelio "Gelo" Córdoba en 1967.

### Carrera musical
En el año 1971 se le condecoró con la Orden Vasco Núñez de Balboa en el grado de conmemorador. En 1996 obtuvo un Premio Grammy en la categoría tropical con el álbum La rosa de los vientos de Rubén Blades. Ha colaborado con artistas como Ulpiano Vergara, Ceferino Nieto, Eddie Palmieri, Wilfrido Vargas, Bush y su Nuevo Sonido, entre otros. 
Se presentó en la Exposición Universal de Sevilla en 1992. El 31 de diciembre de 1999 recibió el Canal con la Orquesta Sinfónica de Panamá, en una presentación en el edificio de la Administración del Canal. En 2003, tras ser reconocido como uno de los mejores acordeonistas por la Universidad de Maryland a través de la revista Billboard, participó en las Fiestas del Centenario de Panamá en el Auditorio Nacional de la Universidad de Pensilvania.
El 15 de agosto de 2007 recibió la Orden Belisario Porras, en el grado de Comendador y el título de Embajador de la Cultura Panameña por el gobierno panameño.
En el ámbito internacional, Ayala ha participado en varios festivales como el Cervantino en Guanajuato, México y en el Festival Antillano de Hoogstraten en Bélgica, donde también hizo una gira musical, al igual que en España y los Países Bajos. Fue el primer acordeonista en presentarse en Washington D. C. en el Ronald Reagan Building. En Estados Unidos, ha llevado su música a grandes ciudades como Baltimore (Maryland), Boston, Chicago, Charlottesville (Virginia), Houston (y otras ciudades de Texas), Los Ángeles (y otras ciudades de California), Miami, Nueva Orleans (Luisiana), Nueva York, San Luis (Misuri), entre otras.
Algunas de sus canciones más exitosas son Mi Llanto, Sentimientos del alma, Sin tu presencia, Dile la verdad, entre otras.
Está casado desde 1974 con su esposa Gloria, con quien tuvo dos hijas, Gloria Melina y Massiel del Carmen.